# Шабоно
Шабоно — коллективное жилище у индейского народа яномамо, проживающего на крайнем юге Венесуэлы и крайнем севере Бразилии.
Шабоно используется в качестве временного жилища, строится, как правило, из дерева, а кровля — из пальмовых листьев. Шабоно возводятся на открытых полянах в глубине джунглей: из очищенной древесины строится подобие частокола с крышей из листьев, внутри него остаётся большое открытое пространство. Период существования шабоно часто не превышает двух — шести лет, после чего древесина обычно приходит в негодность из-за климата и насекомых и шабоно сжигается.
В традиционных деревнях яномамо может строиться несколько шабоно, причём центральное открытое пространство может окружать частокол не только круглой, но и конической или прямоугольной формы. Территория каждого такого шабоно принадлежит конкретной семье. Кроме того, может существовать и одно шабоно на несколько семей (до семи) — в этом случае каждая из них имеет в нём свой участок (вместе с очагом).